# Liste des districts de Goa
Le territoire de Goa est organisé en 2 districts :

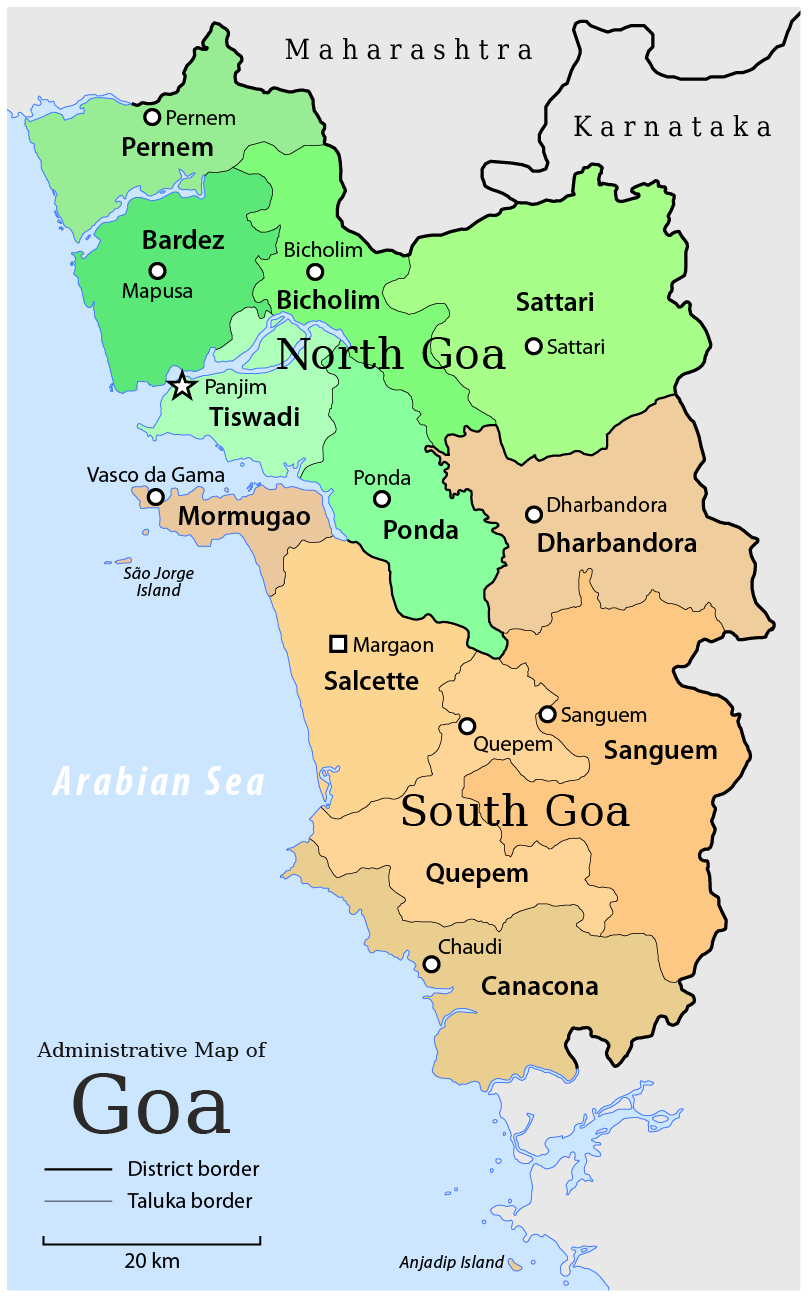
Districts de Goa

## Liste des districts
| Code | District | Chef-lieu | Population (2011) | Superficie (km²) | Densité (/km²) | Site officiel           |
| ---- | -------- | --------- | ----------------- | ---------------- | -------------- | ----------------------- |
| NG   | Goa Nord | Panaji    | 817 761           | 1 736            | 471            | http://northgoa.nic.in/ |
| SG   | Goa Sud  | Margao    | 639 962           | 1 966            | 326            | http://southgoa.nic.in/ |